# Chlorops fusciscutellatus
Chlorops fusciscutellatus är en tvåvingeart som beskrevs av Spencer 1986. Chlorops fusciscutellatus ingår i släktet Chlorops och familjen fritflugor. Inga underarter finns listade i Catalogue of Life.